# Décret présidentiel 14162
Lire en ligne

Décret présidentiel 14162
 (en)Executive Order 14162 Texte sur Wikisource

Le décret présidentiel 14162, intitulé Placer l'Amérique au premier plan des accords internationaux sur l'environnement (en anglais : Putting America First In International Environmental Agreements), est un executive order signé par le président des États-Unis Donald Trump, le 20 janvier 2025. Il ordonne le retrait immédiat des États-Unis de l'accord de Paris sur le climat et d'autres engagements internationaux en matière de climat,.
Ce décret marque le deuxième retrait des États-Unis de l'accord de Paris, après un premier retrait lors du premier mandat présidentiel de Donald Trump.

## Dispositions
Le décret présidentiel ordonne à l'ambassadeur des États-Unis auprès des Nations unies (en) de notifier immédiatement au secrétaire général le retrait des États-Unis de l'accord de Paris, mis en œuvre dans le cadre de la convention-cadre des Nations unies sur les changements climatiques (CCNUCC). Ce retrait prend effet immédiatement après la notification. Il ordonne également la résiliation de tous les engagements financiers pris par les États-Unis dans le cadre de la CCNUCC, y compris le Plan international de financement de la lutte contre le changement climatique, en demandant au Bureau de la gestion et du budget de publier des orientations sur le déblocage des fonds gelés dans les dix jours.
Le décret définit un processus d'examen exigeant que plusieurs départements et agences fédéraux rendent compte de leurs actions en vue de révoquer les politiques mises en œuvre dans le cadre du Plan financier international pour le climat. Il établit également de nouvelles priorités pour les accords internationaux sur l'énergie, en mettant l'accent sur « l'efficacité économique, la promotion de la prospérité américaine, le choix du consommateur et la modération fiscale dans tous les engagements étrangers qui concernent la politique énergétique ».

## Réactions
Plusieurs organisations environnementales et chercheurs sur le climat expriment une opposition immédiate et forte au retrait de l'accord de Paris. L'Union of Concerned Scientists qualifie la décision de « parodie » qui donne la priorité aux profits de l'industrie des combustibles fossiles plutôt qu'à la santé et au bien-être du public. Le Sierra Club souligne l'obligation morale de l'Amérique de mener les efforts de réduction des émissions mondiales, notamment en raison de son statut de premier émetteur historique. De nombreux experts et analystes expriment également leur inquiétude quant à la possibilité que l'ordonnance incite d'autres pays à reconsidérer leurs engagements internationaux en matière de climat.
L'ancienne conseillère nationale de la Maison Blanche sur le climat (en), Gina McCarthy, décrit le retrait de l'accord de Paris comme l'administration Trump abdiquant « sa responsabilité de protéger le peuple américain et notre sécurité nationale ».
Laurence Tubiana, principale instigatrice de l'accord de Paris, qualifie ce retrait de « malheureux », mais elle exprime son espoir quant à la capacité des actions climatiques menées par la communauté internationale.